# Lindenberg! Mach dein Ding
Lindenberg! Mach dein Ding ist ein deutscher Spielfilm aus dem Jahr 2020 über Kindheit, Jugend und Beginn der Musikkarriere von Udo Lindenberg. Regie führte Hermine Huntgeburth, Hauptdarsteller ist Jan Bülow. Premiere feierte der Film am 7. Januar 2020 in Hamburg, Kinostart war am 16. Januar 2020. Im frei empfangbaren Fernsehen war der Film erstmals am 18. Juli 2022 im ersten Fernsehprogramm der ARD zu sehen.

## Handlung
Udo begeistert sich schon als Kind fürs Trommeln. Die Familie leidet unter der Alkoholsucht des Vaters. Udo macht eine Lehre als Kellner, um hinterher zur See fahren zu können. Mit seinem Kumpel, dem Bassisten Steffi Stephan, vergnügt er sich in Hamburg. Er hat Engagements als Schlagzeuger bei diversen Jazzbands und einige Studiojobs. Ein Musikerkollege vermittelt ihm einen Job in einer Band zur US-Truppenunterhaltung in Libyen.
Zurück in Hamburg, spielt Udo in einer Rockband in der Musikkneipe „Onkel Pö“. Als deren Leader das Angebot eines Plattenvertrages ablehnt, sieht Udo seine Chance und empfiehlt sich selbst dem Teldec-Talentsucher Mattheisen. Schon als Jugendlicher hatte er das Ziel, einmal seine eigene Band zu haben, das er nie aus den Augen verlor. Mattheisen ist der Meinung, dass man nur mit englischsprachigen Rocksongs Erfolg haben könne. Das erste englischsprachige Album floppt jedoch. Als Udo deprimiert und mit Liebeskummer wieder in die Kneipe geht, rät ihm der Transvestit Butterfly, sich neu zu erfinden, zu sein, was er sein wolle, und der Welt seine Seele zu zeigen. Lindenberg singt daraufhin spontan den Song Mädchen aus Ost-Berlin, der bei den anwesenden Gästen, unter denen sich auch Mattheisen befindet, gut ankommt. Auf Mattheisens Drängen nimmt Udo einen Schlager für eine Single auf, setzt aber das Lied Hoch im Norden als B-Seite durch. Dieses wird zur Überraschung und großen Freude der Band im Radio gespielt. Nach der erfolgreichen Veröffentlichung des Albums Alles klar auf der Andrea Doria, neben dem Titelsong auch mit dem Hit Cello, handelt Lindenberg bei Mattheisen einen hohen Vorschuss aus. Als Steffi nach einem Konflikt mit Udo vorübergehend aussteigt, ist die weitere Karriere allerdings gefährdet. Zum entscheidenden Konzert in Hamburg erscheint Steffi im letzten Moment, und trotz eines alkoholbedingten Sturzes Lindenbergs zu Beginn wird der Auftritt zum Triumph.

## Soundtrack
Der Soundtrack erschien am 10. Januar 2020. Er enthält 15 Lieder von Lindenberg, davon vier von Jan Bülow gesungen. Vom neuen Song Niemals dran gezweifelt, der im Film von Lindenberg und dem Pianisten Jean-Jacques Kravetz zum Abspann wiedergegeben wird, gibt es zusätzlich eine Radioversion.

## Rezeption
Britta Schmeis von epd Film lobt die „detailverliebte“ Ausstattung. Jan Bülow spiele Lindenberg mit „linkischer Scheu, jugendlicher Verletzlichkeit und schnoddriger Großmäuligkeit“. Seinen größten Charme entwickle der Film in den Rückblenden in Udos Kindheit.
Jörg Brandes von Filmstarts findet es „schön, wie ganz nebenbei auf spätere Lindenberg-Charakteristika hingewiesen wird“ (z. B. Wohnen im Hotel, Eierlikör). Das Milieu von St. Pauli wirke echt, und das „musikalische Beiprogramm außerhalb von Lindenbergs Output“ sei stimmig. Insgesamt sei es ein „schmissiges, toll gespieltes und schön ausgestattetes Lindenberg-Biopic mit nur kleinen Schönheitsfehlern“.
Zu einem negativen Urteil kommt Matthias Dell bei Spiegel Online, der den Film ein „reichlich schematische[s] und ziemlich lasche[s] Unterfangen“ nennt. Dies liege daran, dass „der Künstler kaum Probleme zu haben scheint“ und das Gezeigte von „Exzessen, Abstürzen und Verzweiflung […] weit entfernt“ sei. Das Werk sei letztlich „[n]üchtern betrachtet […] nichts anderes als eine edel aufpolierte Super-Jubiläums-Spezial-Edition-CD – ein Versuch, die Popularität von Udo Lindenberg durch ein Biopic mit Retro-Anmutung und gern gehörten Musikstücken ins Kino hinein zu kalkulieren“.

## Auszeichnungen
- 2020: Bayerischer Filmpreis – Bester Nachwuchsdarsteller (Jan Bülow)
- 2020: Deutscher Filmpreis:[9]

- Filmpreis in Bronze als Bester Spielfilm (Michael Lehmann, Johannes Pollmann, Günther Russ),
- Nominierungen in den Kategorien Beste männliche Hauptrolle (Jan Bülow), Bestes Kostümbild (Sabine Böbbis) und Bestes Maskenbild (Astrid Weber, Hannah Fischleder)